# Sluis 14

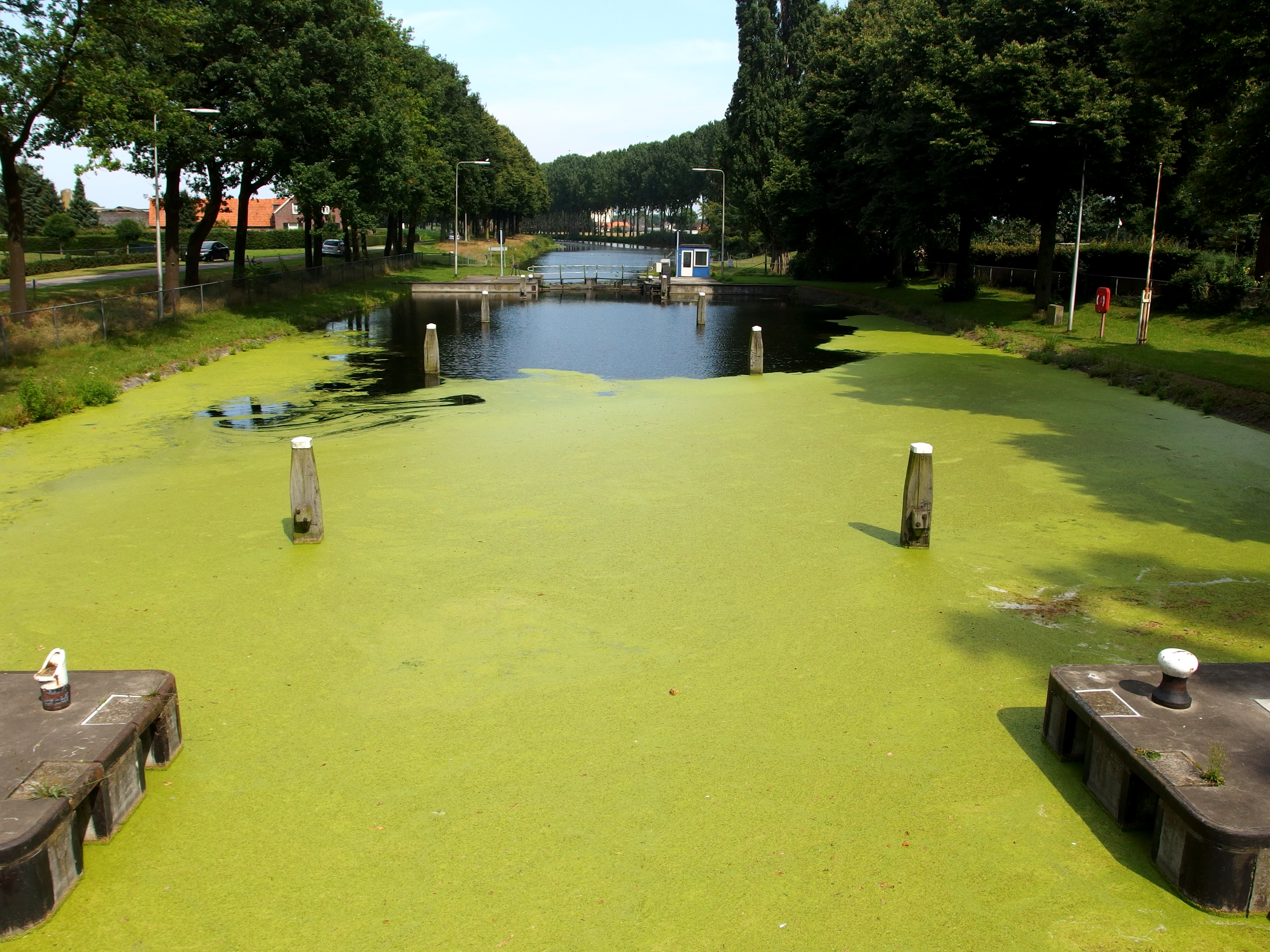
Sluis 14

Sluis 14 (ook: Sluis Hulsen) is een sluis in de Noordervaart, nabij het gehucht Hulsen en nabij de uitmonding van de Noordervaart in de Zuid-Willemsvaart.
In 2017 werd de Noordervaart afgesloten voor het -toch al tanende- scheepvaartverkeer zodat de sluis zijn functie verloor. Via een voedingskanaal dat om de sluis heen loopt staat de Noordervaart echter in verbinding met het kanaalvak bovenstrooms van Sluis 15, waar zich ook de Waterkrachtcentrale Roeven bevindt.
Brug 14 is een vaste brug over de Zuid-Willemsvaart die Nederweert met Budschop verbindt. Deze ligt echter op de plaats van de voormalige Sluis 15.